# Musikjahr 1885
Liste der Musikjahre

◄◄ | ◄ | 1881 | 1882 | 1883 | 1884 | Musikjahr 1885 | 1886 | 1887 | 1888 | 1889 | ► | ►►

Weitere Ereignisse
Dieser Artikel behandelt das Musikjahr 1885.

## Instrumentalmusik
- Johannes Brahms: Die 4. Sinfonie in e-Moll op. 98 wird am 25. Oktober 1885 mit der Meininger Hofkapelle in Meiningen uraufgeführt.
- Antonín Dvořák: 7. Sinfonie D-Moll op. 70 Uraufführung 22. April; Hymne der tschechischen Landleute für gem. Chor und Orchester op. 28
- Charles Gounod: Petite symphonie für Bläser; Fantaisie sur l’hymne national russe
- Johann Strauss (Sohn): Brautschau-Polka op. 417; Schatz-Walzer op. 418; Kriegsabenteuer op. 419 (Schnell-Polka); Die Wahrsagerin (Polka) op. 420
- Pjotr Iljitsch Tschaikowski: Juristenmarsch D-Dur

## Chormusik
- Anton Bruckner: Ecce sacerdos magnus (WAB 13); Motette Virga Jesse, WAB 52
- Claude Debussy: Zuleima, (Chorwerk)
- Alexandre Guilmant: Cantate en l’Honneur de la Sainte Vierge

## Musiktheater
- 24. Januar: Die zweite revidierte Fassung der Oper Le Villi von Giacomo Puccini wird in Ferrara uraufgeführt.
- 14. März: Die Uraufführung der Oper István király (König Stephan) von Ferenc Erkel findet in Budapest statt.

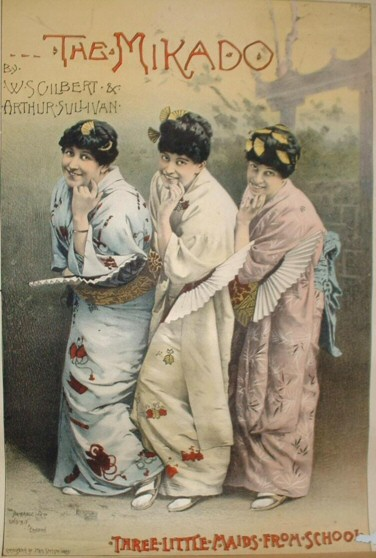
Theaterplakat The Mikado

- 14. März: Die satirische Operette Der Mikado von Gilbert und Sullivan wird am Londoner Savoy Theatre uraufgeführt.
- 28. März: Die Uraufführung der Operette Don Cesar von Rudolf Dellinger erfolgt am Carl-Schultze-Theater in Hamburg.
- 05. April: Die Oper Noé von Georges Bizet wird zehn Jahre nach dem Tod des Komponisten in Karlsruhe uraufgeführt. Bizet hat mit dieser Oper ein unvollendetes Werk seines Schwiegervaters Fromental Halévy fertiggestellt. Das Libretto stammt von Jules-Henri Vernoy de Saint-Georges.
- 04. Mai: Uraufführung der romantischen Oper Des Matrosen Heimkehr von Franz von Suppè in Hamburg.
- 24. Oktober: Im Theater an der Wien wird die Operette Der Zigeunerbaron mit der Musik von Johann Strauss und nach dem Libretto von Ignaz Schnitzer basierend auf der Novelle Sáffi von Mór Jókai mit großem Erfolg uraufgeführt. Dirigent ist der Komponist, die Premierenbesetzung besteht unter anderem aus Joseph Josephi, Alexander Girardi und Ottilie Collin.

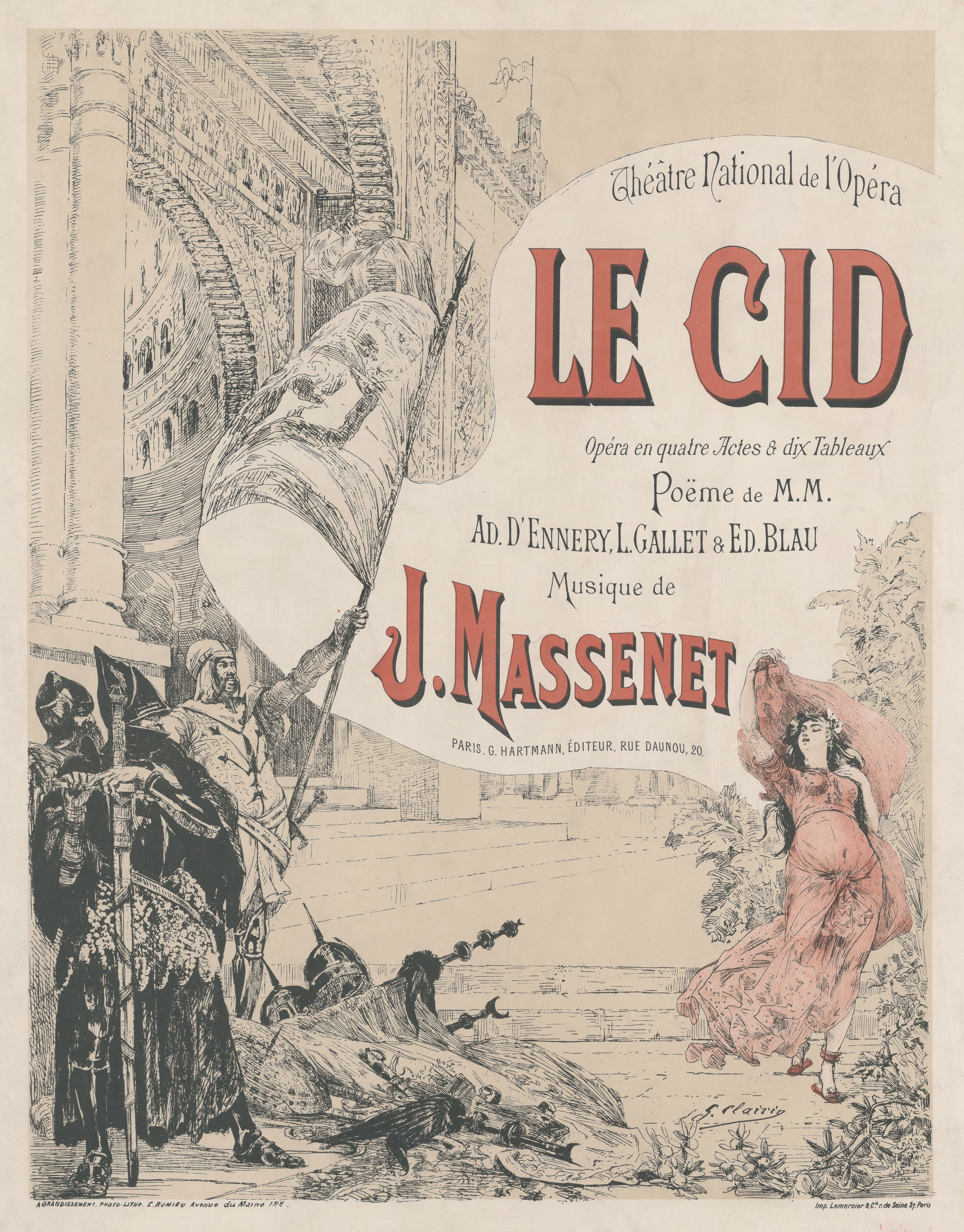
Jules Massenet – Le Cid – Poster der Uraufführung

- 30. November: Die Uraufführung der Oper Le Cid von Jules Massenet erfolgt an der Grand Opéra Paris.

Weitere Uraufführungen
- Richard Genée: Eine gemachte Frau (Operette); Zwillinge (Operette)
- John Philip Sousa: The Queen of Hearts, auch bekannt als Royalty and Roguery (Operette)
- Adolf Müller junior: Eine Kleinigkeit (Posse mit Gesang)

## Gründungen
- Frohsinn Männerchor Chile – chilenischer Männerchor, der von der deutschen Minderheit in Santiago gegründet wurde

## Geboren

### Januar bis Juni
- 04. Januar: Franklin Stewart Adams, US-amerikanischer Organist und Chorleiter († 1964)
- 07. Januar: Łucjan Kamieński, polnischer Komponist und Musikwissenschaftler († 1964)
- 08. Januar: Boris Hambourg, russischer Cellist († 1954)
- 13. Januar: Roger Boucher, französischer Organist und Komponist († 1918)
- 17. Januar: Emmy Hennings, deutsche Schriftstellerin, Schauspielerin, Sängerin und Kabarettistin († 1948)
- 19. Januar: Pekka Akimov, finnischer Komponist, Dirigent und Musikpädagoge († 1956)
- 23. Januar: Bolesław Wallek-Walewski, polnischer Komponist, Dirigent und Musikpädagoge († 1944)

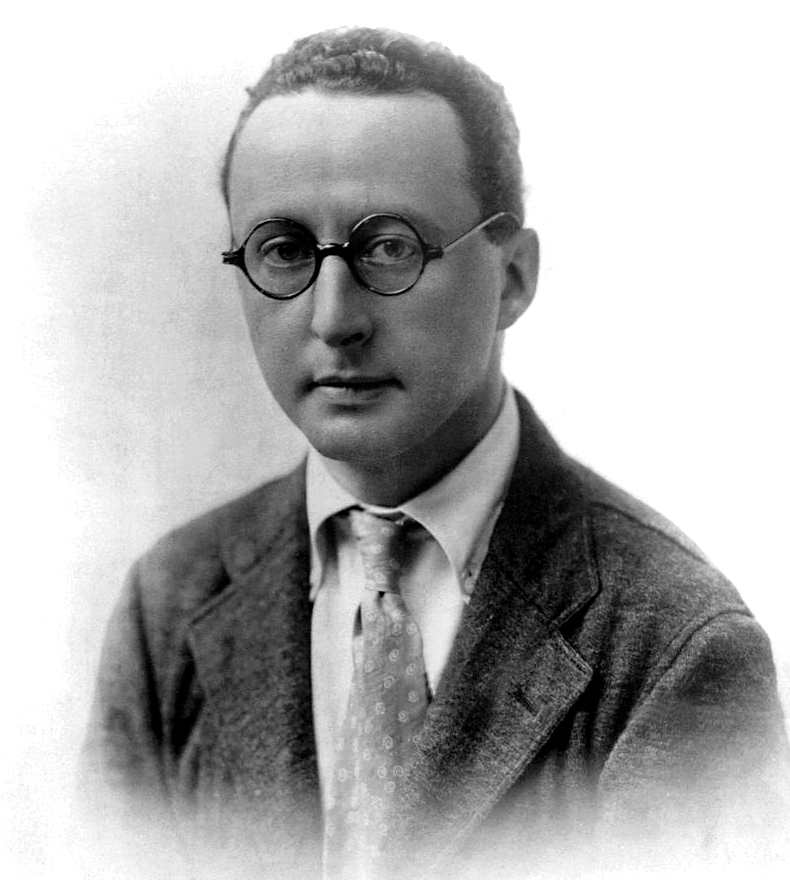
Jerome Kern; * 27. Januar

- 27. Januar: Jerome Kern, US-amerikanischer Komponist († 1945)
- 27. Januar: Eduard Künneke, deutscher Operettenkomponist († 1953)
- 27. Januar: Gustav Specht, deutsch-baltischer Schriftsteller, Dichter, Librettist und Übersetzer († 1956)
- 02. Februar: Lea Luboshutz, russische Geigerin und Musikpädagogin († 1965)

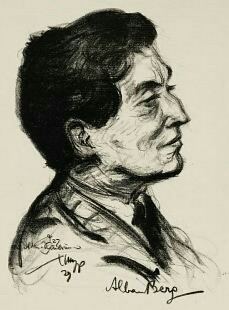
Alban Berg; * 9. Februar

- 09. Februar: Alban Berg, österreichischer Komponist († 1935)
- 12. Februar: Dmitri Michejewitsch Melkich, russischer Komponist († 1943)
- 03. März: Siegfried Salomon, dänischer Violinist und Komponist († 1962)
- 06. März: Rosario Bourdon, kanadischer Cellist, Dirigent, Komponist und Arrangeur († 1961)
- 07. März: Walerian Bierdiajew, polnischer Komponist, Dirigent und Musikpädagoge († 1956)
- 08. März: Juan de Dios Filiberto, argentinischer Tangogitarrist, -pianist, Bandleader und Tangokomponist († 1964)
- 10. März: Jēkabs Mediņš, lettischer Komponist († 1971)
- 10. März: A. Albert Noelte, deutsch-amerikanischer Komponist, Musikpädagoge und -kritiker († 1946)
- 16. März: Giacomo Benvenuti, italienischer Musikwissenschaftler und -herausgeber, Komponist und Organist († 1943)
- 22. März: Adriano Lualdi, italienischer Komponist, Dirigent, Musikpädagoge und -Kritiker († 1971)
- 28. März: Marc Delmas, französischer Komponist († 1931)
- 01. April: Ernst Latzko, österreichischer Jurist, Kapellmeister und Pianist († 1957)
- 05. April: Dimitrie Cuclin, rumänischer Komponist († 1978)
- 06. April: Carlos Salzédo, französisch-US-amerikanischer Harfenist und Komponist († 1961)
- 16. April: Frederick Chubb, kanadischer Organist, Chorleiter, Musikpädagoge und Komponist († 1966)
- 16. April: Leó Weiner, ungarischer Komponist († 1960)
- 17. April: Cecil Burleigh, US-amerikanischer Violinist, Komponist und Musikpädagoge († 1980)
- 20. April: Maria Vera Brunner, österreichische Pianistin, Kunsthandwerkerin, Textilkünstlerin und Gebrauchsgrafikerin († 1965)
- 29. April: Wallingford Riegger, US-amerikanischer Komponist († 1961)
- 30. April: Harold Craxton, englischer Pianist, Komponist und Musikpädagoge († 1971)

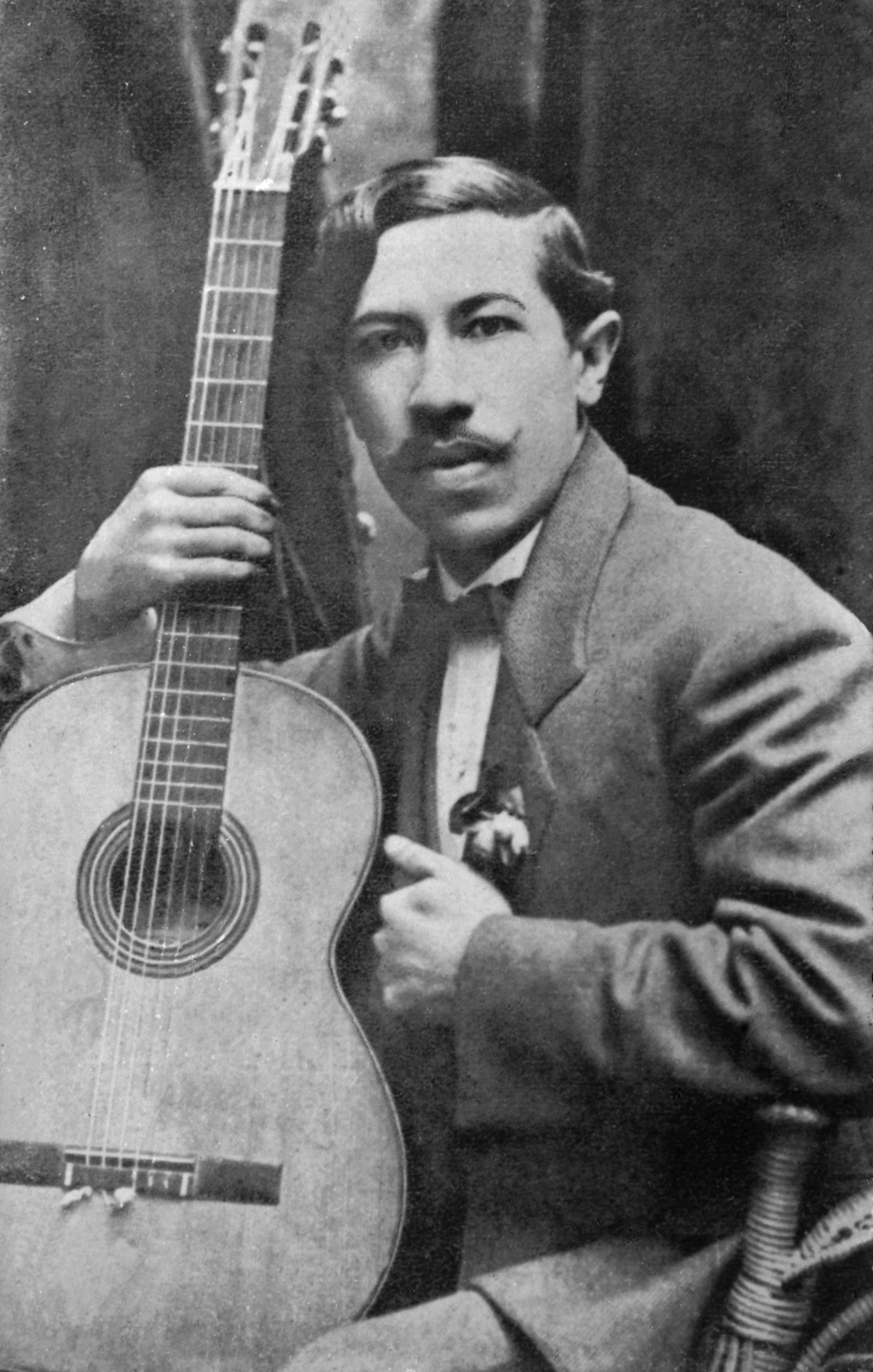
Agustín Barrios; * 5. Mai

- 05. Mai: Agustín Barrios Mangoré, paraguayischer Gitarrist und Komponist († 1944)
- 11. Mai: Joe King Oliver, US-amerikanischer Kornettist († 1938)

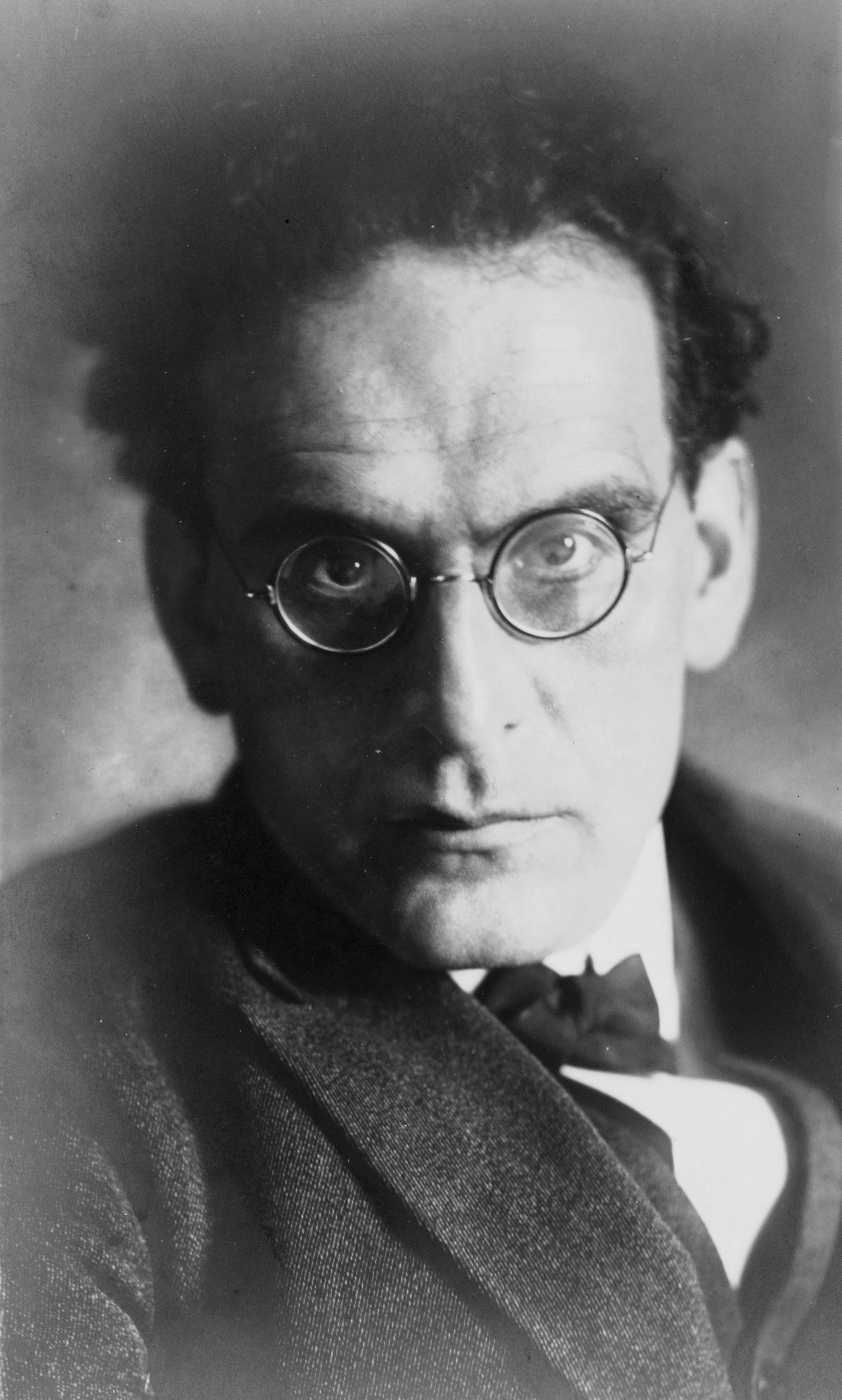
Otto Klemperer; * 14. Mai

- 14. Mai: Otto Klemperer, deutscher Dirigent und Komponist († 1973)
- 16. Mai: Tenna Kraft, dänische Opernsängerin († 1954)
- 22. Mai: Julio Fonseca, costa-ricanischer Komponist († 1950)
- 22. Mai: Walter Winnig, deutscher Kapellmeister, Komponist und Filmkomponist († 1974)
- 01. Juni: Wladyslaw Waghalter, polnischer Geiger und Pianist († 1940)
- 09. Juni: Norman Wilks, kanadischer Pianist und Musikpädagoge († 1944)
- 12. Juni: Frank Ferera, hawaiischer Musiker († 1951)
- 16. Juni: Oskar Guttmann, deutscher Komponist († 1943)
- 19. Juni: Stevan Hristić, jugoslawischer Komponist († 1958)
- 25. Juni: Alfredo Schiuma, argentinischer Komponist italienischer Herkunft († 1963)
- 28. Juni: Giuseppe Mulè, italienischer Dirigent, Komponist und Musikpädagoge († 1951)
- 29. Juni: Pedro Humberto Allende Sarón, chilenischer Komponist († 1959)
- 29. Juni: André Gailhard, französischer Komponist († 1966)

### Juli bis Dezember
- 07. Juli: Ernest Bristow Farrar, englischer Komponist und Organist († 1918)
- 10. Juli: Ernesto Ponzio, argentinischer Tangokomponist und Geiger († 1934)
- 12. Juli: George Butterworth, englischer Komponist († 1916)
- 17. Juli: Benjamin Dale, englischer Organist und Komponist († 1943)
- 20. Juli: Ulysse Paquin, kanadischer Sänger († 1972)
- 07. August: Gene Buck, US-amerikanischer Illustrator, Songwriter und Musikproduzent († 1957)
- 08. August: Conrad Gauthier, kanadischer Sänger und Schauspieler († 1964)
- 15. August: Andrei Filippowitsch Paschtschenko, russischer Komponist († 1972)
- 21. August: Leo Funtek, finnischer Violinist, Dirigent, Komponist und Musikpädagoge österreichischer Herkunft († 1965)
- 23. August: Stanislav Ondříček, tschechischer Geiger und Musikpädagoge († 1953)
- 25. August: Édouard Dethier, belgisch-amerikanischer Geiger und Musikpädagoge († 1962)
- 27. August: Julij Betetto, slowenischer Opernsänger († 1963)
- 28. August: Antonio Létourneau, kanadischer Organist und Musikpädagoge († 1948)
- 31. August: Juliette Culp, niederländische Pianistin, Komponistin und Soubrette († 1974)
- 04. September: Alberto de Angelis, italienischer Musikjournalist und Musikschriftsteller († 1965)
- 04. September: Rika Davids, niederländische Sängerin und Revuekünstlerin († 1943)
- 10. September: Erna Becker-Ernst, deutsche Komponistin († 1945)
- 10. September: Emmy Heim, österreichische Sängerin und Musikpädagogin († 1954)

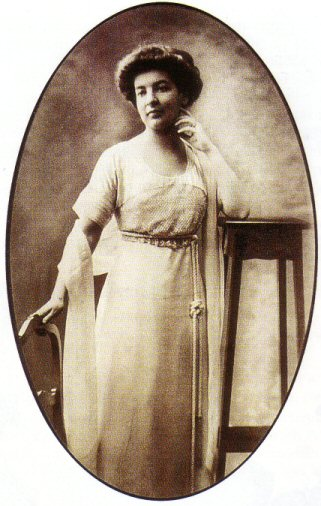
Dora Pejacevic; * 10. September

- 10. September: Dora Pejačević, kroatische Komponistin († 1923)
- 11. September: Justus Ott, deutscher Sänger und Schauspieler († 1958)
- 14. September: María Grever, mexikanische Komponistin († 1951)
- 17. September: Üzeyir Hacıbəyov, aserbaidschanischer Komponist († 1948)
- 20. September: Éva Gauthier, kanadische Sängerin († 1958)
- 28. September: Otto Maag, Schweizer Pfarrer, Librettist, Redakteur und Musikschriftsteller († 1960)
- 03. Oktober: Wladimir Romanowitsch Bakaleinikoff, US-amerikanischer Bratschist, Dirigent und Komponist russischer Herkunft († 1953)
- 03. Oktober: Lucie Bernardo, deutsche Soubrette und Lachkünstlerin († 1956)
- 04. Oktober: Paul Kronegg, österreichischer Sänger und Schauspieler († 1935)
- 10. Oktober: Joseph Batten, britischer Pianist, Dirigent und ein früher Aktivist für Tonträgeraufnahmen († 1955)
- 11. Oktober: Richard Dorant, deutscher Opernsänger (Tenor) und Regisseur († 1925)
- 15. Oktober: Fridtjof Backer-Grøndahl, norwegischer Pianist und Komponist († 1959)
- 15. Oktober: Metod Doležil, tschechischer Chorleiter und Musikpädagoge († 1971)
- 21. Oktober: Egon Wellesz, österreichischer Komponist und Musikwissenschaftler († 1974)
- 29. Oktober: Juan Bautista Massa, argentinischer Komponist († 1938)
- 02. November: Samuel Castriota, argentinischer Tangopianist, Gitarrist, Bandleader und Komponist († 1932)

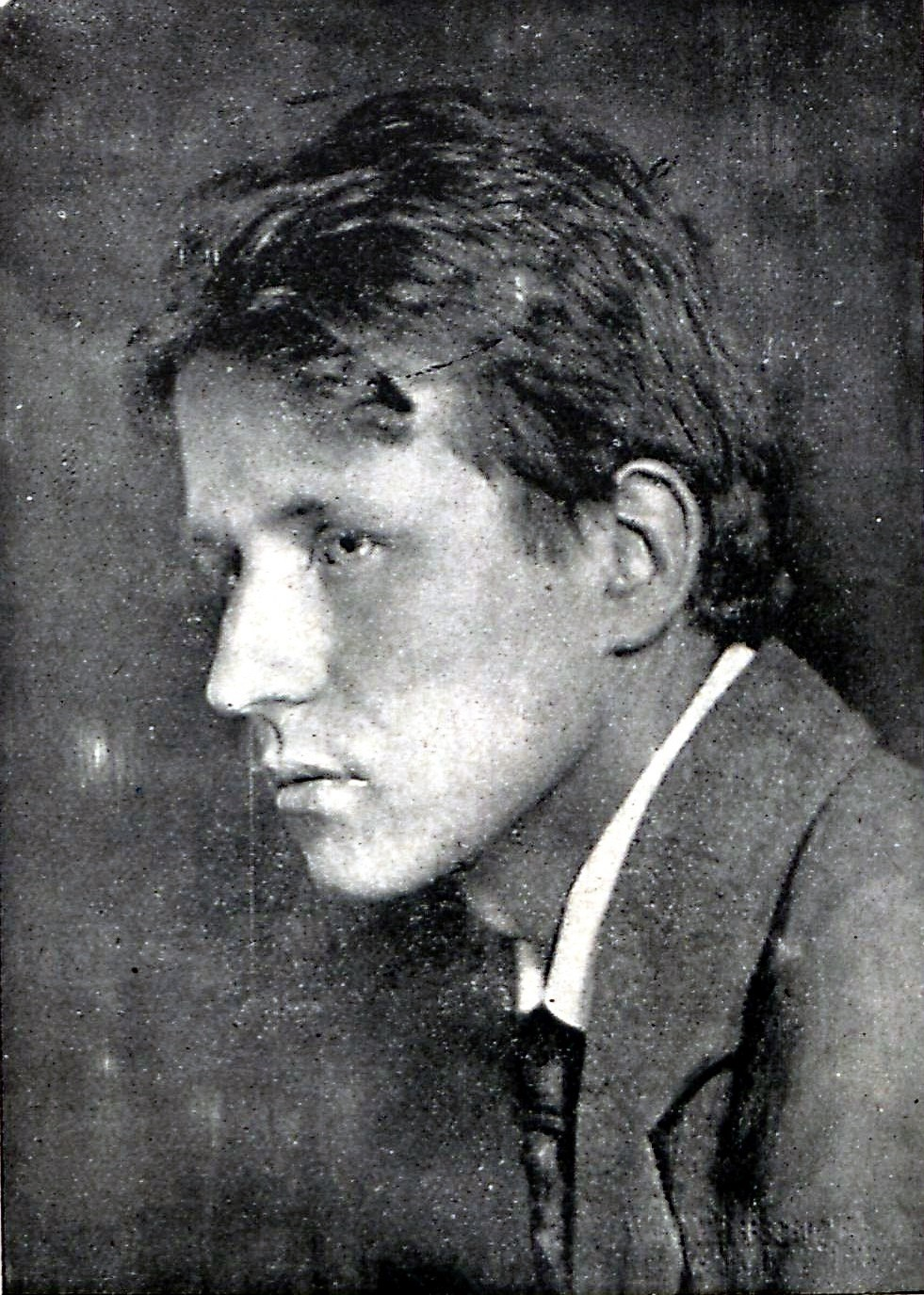
Franz von Hoeßlin; * 31. Dezember

- 09. November: Georges Kriéger, französischer Organist und Komponist († 1914)
- 13. November: Montague Phillips, britischer Komponist († 1969)
- 17. November: George Simonis, rumänischer Komponist und Musikpädagoge († 1971)
- 20. November: Hermann Keller, deutscher Kirchenmusiker und Musikwissenschaftler († 1967)
- 02. Dezember: Jean-Josaphat Gagnier, kanadischer Dirigent und Komponist († 1949)
- 10. Dezember: Marios Varvoglis, griechischer Komponist († 1967)
- 22. Dezember: George A. McDaniel, US-amerikanischer Schauspieler und Sänger († 1944)
- 27. Dezember: Pavel Dědeček, tschechischer Dirigent und Musikpädagoge († 1954)
- 31. Dezember: Franz von Hoeßlin, deutscher Dirigent († 1946)
- 31. Dezember: Edgar Leslie, US-amerikanischer Songwriter († 1976)

### Genaues Geburtsdatum unbekannt
- Odette Le Fontenay, französische Opernsängerin und Gesangspädagogin († 1965)
- Alfred Nohcor, kanadischer Sänger, Schauspieler und Komponist (Todesdatum unbekannt)

### Geboren vor 1885
- Carl Aal, deutscher Musiker und Komponist († nach 1899)

## Gestorben

### Todesdatum gesichert
- 05. Januar: Carl Gottlieb Elsässer, australischer Komponist und Musikpädagoge (* 1817)
- 11. Januar: Amable Tastu, französische Schriftstellerin, Dichterin und Librettistin (* 1795)
- 15. Januar: Heinrich Friedrich Enckhausen, deutscher Organist, Komponist und Gesangslehrer (* 1799)
- 25. Januar: Georg Hochmuth, österreichischer Orgelbauer (* 1800)
- 29. Januar: Franz Rieger, tschechischer Orgelbaumeister (* 1812)
- 25. Februar: Johann Heinrich Runge, deutscher Orgelbaumeister (* 1811)
- 17. März: Susan Warner, US-amerikanische Schriftstellerin, Dichterin und Kirchenlieddichterin (* 1819)
- 23. März: Gaspare Abbati, italienischer Geiger, Dirigent und Komponist (* 1821)
- 28. März: Ludvig Norman, schwedischer Dirigent und Komponist (* 1831)
- 31. März: Franz Abt, deutscher Komponist und Kapellmeister (* 1819)
- 08. April: Richard Grant White, US-amerikanischer Literatur-, Musik- und Gesellschaftskritiker sowie Herausgeber (* 1822)

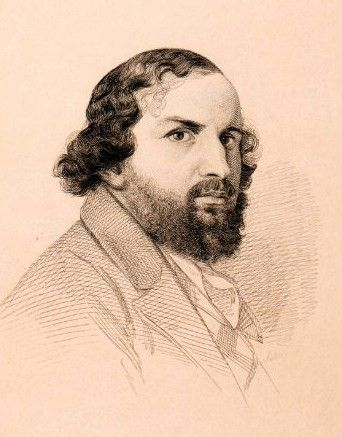
Ferdinand Hiller; † 11. Mai

- 15. April: Walther Wolfgang von Goethe, deutscher Komponist (* 1818)
- 05. Mai: Lauro Rossi, italienischer Komponist (* 1812)
- 08. Mai: Joseph Behm, ungarndeutscher Kirchenmusiker und Komponist (* 1815)
- 08. Mai: Pavel Křížkovský, tschechischer Komponist (* 1820)
- 11. Mai: Ferdinand Hiller, deutscher Komponist (* 1811)
- 18. Mai: Carl Wilhelm Merseburger, deutscher Musikwissenschaftler, Musikschriftsteller und Musikverleger (* 1816)

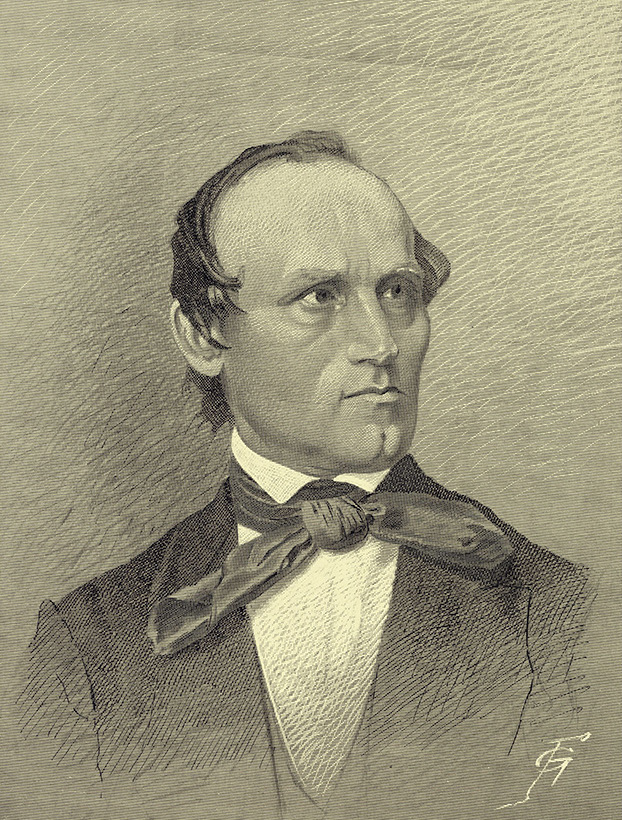
Friedrich Kiel; † 13. September

- 21. Mai: Gawriil Ioakimowitsch Lomakin, russischer Komponist (* 1812)
- 00. Mai: Adolphe Blanc, französischer Komponist (* 1828)
- 05. Juni: Julius Benedict, britischer Komponist und Kapellmeister (* 1804)
- 17. Juni: Ignaz Reimann, deutscher Lehrer, Kirchenmusiker und Komponist (* 1820)
- 07. Juli: Nicola De Giosa, italienischer Komponist und Dirigent (* 1819)
- 26. August: August Gottfried Ritter, deutscher Komponist und Organist (* 1811)
- 28. August: Julius Hopp deutscher Komponist, Librettist, Arrangeur und Übersetzer (* 1819)
- 13. September: Friedrich Kiel, deutscher Komponist der Spätromantik (* 1821)
- 30. Oktober: Gustav Adolf Merkel, deutscher Musikpädagoge und Komponist (* 1827)
- 03. November: Adele Muzzarelli, italienische Soubrette, Sängerin und Tänzerin (* 1816)
- 22. November: Heinrich Friedrich Frankenberger, deutscher Harfenist, Komponist und Musiklehrer (* 1824)
- 20. Dezember: Karl Huber, rumäniendeutscher Komponist, Geiger, Dirigent und Musikpädagoge (* 1828)
- 20. Dezember: Max Seifriz, deutscher Geiger, Komponist und Dirigent (* 1827)

### Genaues Todesdatum unbekannt
- Bernard Ullman, US-amerikanischer Musikimpresario (* 1817)